# Okrug Žiar nad Hronom
Okrug Žiar nad Hronom (slovački: Okres Žiar nad Hronom) nalazi se u središnjoj Slovačkoj u Banskobistričkom kraju.  U okrugu živi 43 345 stanovnika, dok je gustoća naseljenosti 83,73 stan/km². Ukupna površina okruga je 517,65 km². Glavni grad okruga Žiar nad Hronom je istoimeni grad Žiar nad Hronom s 16 677 stanovnika.

## Stanovništvo
| Godina:     | 1994.  | 2004.   | 2014.   | 2024.   |
| ----------- | ------ | ------- | ------- | ------- |
| Broj ljudi: | 48 435 | 47 803  | 47 736  | 43 345  |
| Razlika:    |        | −1,30 % | −0,14 % | −9,19 % |

| Godina:     | 2023.  | 2024.   |
| ----------- | ------ | ------- |
| Broj ljudi: | 43 738 | 43 345  |
| Razlika:    |        | −0,89 % |

## Gradovi
- Kremnica
- Žiar nad Hronom

## Općine
| - Bartošova Lehôtka - Bzenica - Dolná Trnávka - Dolná Ves - Dolná Ždaňa - Hliník nad Hronom - Horná Ves - Horná Ždaňa - Hronská Dúbrava - Ihráč - Janova Lehota | - Jastrabá - Kopernica - Kosorín - Krahule - Kremnické Bane - Kunešov - Ladomerská Vieska - Lehôtka pod Brehmi - Lovča - Lovčica-Trubín - Lúčky | - Lutila - Nevoľné - Pitelová - Prestavlky - Prochot - Repište - Sklené Teplice - Slaská - Stará Kremnička - Trnavá Hora - Vyhne |

## Vanjske poveznice
- Prezentacija okruga Žiar nad Hronom  Arhivirana inačica izvorne stranice od 21. ožujka 2009. (Wayback Machine)